# Sound of Silver
Albums de LCD Soundsystem
45:33
(2006) A Bunch of Stuff
(2007)

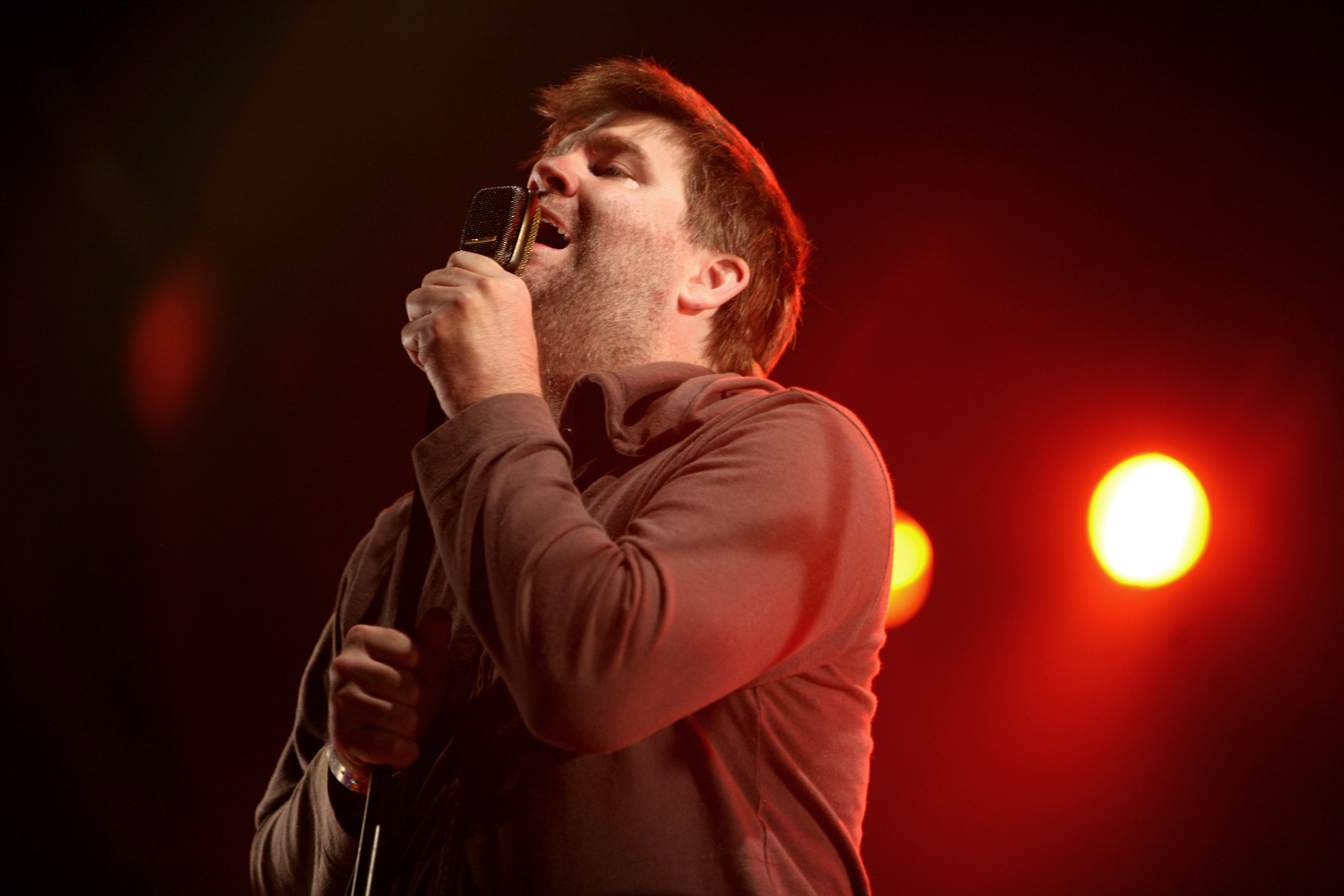
LCD Soundsystem à la Route du Rock, Août 2007

Sound of Silver est le deuxième album de LCD Soundsystem, sorti le 20 mars 2007.

## L'album
Il atteint la 28e place des charts britanniques et la 45e du Billboard 200. Rolling Stone le classe à la 7e place de son classement des meilleurs albums de 2007 et en 2012, à la 395e place des 500 meilleurs albums de tous les temps. Il fait partie des 1001 albums qu'il faut avoir écoutés dans sa vie. 

### Titres
Tous les titres sont de James Murphy, sauf mentions. 
1. Get Innocuous! (Murphy, Tyler Pope) (7:11)
2. Time to Get Away (Murphy, Pat Mahoney, Pope) (4:11)
3. North American Scum (5:25)
4. Someone Great (6:25)
5. All My Friends (Murphy, Mahoney, Pope) (7:37)
6. Us v Them (Murphy, Mahoney, Pope) (8:29)
7. Watch the Tapes (3:55)
8. Sound of Silver (7:07)
9. New York, I Love You but You're Bringing Me Down (Murphy, Mahoney, Pope) (5:35)

### Musiciens
- James Murphy : batterie, voix, piano, synthétiseurs, clavinet, orgue, basse, percussions, programmations
- Tyler Pope : guitare
- Nancy Whang : voix
- Pat Mahoney : batterie, percussions, voix
- Eric Broucek : voix
- Morgan Wiley : piano
- Justin Chearno : guitare
- Jane Scarpantoni : violoncelle
- Lorenza Ponce, Amy Kimball, David Gold : violons